# NGC 703
NGC 703 је елиптична галаксија у сазвежђу Андромеда која се налази на NGC листи објеката дубоког неба.
Деклинација објекта је + 36° 10' 20" а ректасцензија 1h 52m 39,6s. Привидна величина (магнитуда) објекта NGC 703 износи 13,3 а фотографска магнитуда 14,3. NGC 703 је још познат и под ознакама UGC 1346, MCG +6-5-29, CGCG 522-37, PGC 6957.